# Bilancio partecipativo
Il bilancio partecipativo (o partecipato) è una forma di partecipazione diretta dei cittadini alla vita politica della propria città, consistente nell'assegnare una quota di bilancio dell'Ente locale alla gestione diretta dei cittadini, che vengono così messi in grado di interagire e dialogare con le scelte delle Amministrazioni per modificarle a proprio beneficio.
A partire dagli anni novanta del Novecento, esso si è venuto affermando - su scala globale - come pratica antonomastica della democrazia partecipativa, per poi essere gradualmente affiancato, negli anni recenti, dalla famiglia dei "bilanci orientati" (sociale, di genere, di pari opportunità, etc.) e ad altre forme di partecipazione tematica più mirate e meno comprensive.

## Descrizione
L'esperienza più celebre di bilancio partecipativo si è avuta a Porto Alegre (Brasile), città di 1,3 milioni di abitanti. L'esperienza di Porto Alegre ha avuto inizio nel 1989. Il fine era quello di permettere ai cittadini di partecipare attivamente allo sviluppo ed alla elaborazione della politica municipale.
In un bilancio partecipativo, di regola la partecipazione si realizza innanzitutto su base territoriale: la città è suddivisa in circoscrizioni o quartieri. Nel corso di incontri pubblici (che possono avere forma fisica o virtuale, e tutta una gamma di diversi gradi di inclusività e rappresentatività, dall'assemblea alla giuria di cittadini estratti a sorte) la popolazione di ciascuna circoscrizione è invitata a precisare i suoi bisogni e a stabilire delle priorità in vari campi o settori (governo del territorio, ambiente, educazione, salute...). A questo si aggiunge talvolta una partecipazione complementare organizzata su base tematica attraverso il coinvolgimento di categorie professionali o lavorative (sindacati, imprenditori, studenti..), ciò che permette di avere una visione più completa della città, attraverso il coinvolgimento dei suoi attori economici. L'Ente locale di riferimento - Municipalità o Comune, ma anche un Ente di livello territoriale superiore come le Province o le Regioni - è presente a tutte le riunioni circoscrizionali e a quelle tematiche attraverso un proprio rappresentante, che ha il compito di fornire le informazioni tecniche, legali e finanziarie necessarie alla formalizzazione delle decisioni e di avviare una fase di negoziazione con le proposte emerse, attento, però, a non influenzare o prevaricare le decisioni dei partecipanti.
Alla fine ogni gruppo territoriale o tematico presenta le sue priorità all'Ufficio competente, il quale stila un progetto di bilancio che tenga conto delle priorità indicate dai gruppi territoriali o tematici. In caso positivo, il Bilancio viene infine approvato dal Consiglio dell'Ente.
Nel corso dell'anno seguente, attraverso apposite riunioni, la cittadinanza valuta la realizzazione dei lavori e dei servizi decisi nel bilancio partecipativo dell'anno precedente.
Di solito le amministrazioni comunali, visti anche i vincoli di bilancio cui sono tenuti per legge, riconoscono alle proposte avanzate dai gruppi di cittadini la possibilità di incidere su una certa percentuale del bilancio comunale. Nel caso di Porto Alegre si è partiti dal 10% del bilancio comunale, fino ad arrivare gradualmente al 25%.

## Il bilancio partecipativo nel mondo

### In Italia
L'Assemblea Regionale Siciliana, con la legge regionale 28 gennaio 2014, n.5, ha introdotto lo strumento del bilancio partecipato. Su iniziativa del gruppo parlamentare regionale del M5S, questa forma di democrazia partecipativa si è via via affinata. Ai sensi del comma 1 dell'art. 6 della l.r. 5/2014, ai comuni isolani, che annualmente ricevono i trasferimenti dalla Regione Siciliana, "è fatto obbligo di spendere almeno il 2 per cento (...) con forme di democrazia partecipata, utilizzando strumenti che coinvolgano la cittadinanza per la scelta di azioni di interesse comune pena la restituzione nell'esercizio finanziario successivo delle somme non utilizzate secondo tali modalità". I successivi commi 1bis, 1ter e 1quater prescrivono che i comuni, dotati di un appropriato regolamento comunale, emettono un avviso pubblico entro il 30 giugno di ogni anno con cui espongono le modalità di partecipazione al bilancio partecipato da parte di "ogni cittadino o gruppo di cittadini", che presentano progetti appositi, la cui "valutazione (...) spetta alla cittadinanza, che deve essere messa nelle condizioni di esprimere una preferenza". Viene assicurata adeguata trasparenza dal momento che "tutte le fasi del procedimento, esemplificate in raccolta dei progetti, valutazione, modalità di selezione, esito della scelta e liquidazione delle somme devono essere adeguatamente pubblicizzate sul sito istituzionale dell'ente". E "l'Assessorato regionale delle autonomie locali e della funzione pubblica vigila sul rispetto di quanto previsto dal presente articolo e relaziona annualmente sul raggiungimento degli obiettivi".
Nel resto d'Italia, il Bilancio partecipato ha visto una decisa diffusione, soprattutto nei comuni dell'Italia centrale, a partire dalla fine degli anni novanta. In molte realtà locali, però, il Bilancio partecipato è stato spesso anticipato o sostituito dal Bilancio sociale, che pur favorendo il contributo dei cittadini, ne limita la concreta incisività poiché spesso è presentato a consuntivo. Del resto, nello stesso Brasile il Bilancio partecipato ha avuto sorte diversa a seconda delle città in cui è stato utilizzato. La buona riuscita di questo strumento, infatti, spesso necessita di una certa stabilità politico-amministrativa e di una volontà di coinvolgimento che va ben oltre gli attori politici. In alcune città brasiliane, infatti, dove non era altrettanto radicato un decentramento amministrativo e la partecipazione di associazioni di categoria o sindacali, la quota di bilancio decisa attraverso il sistema partecipativo non ha superato il 10%.
I comuni che prevendono un bilancio partecipativo sono:
- Arezzo[2]
- Arese[3]
- Bergamo[4]
- Bologna[5]
- Bronte[6]
- Campi Bisenzio[7]
- Canegrate[8]
- Capannori[9]
- Casamassima[10]
- Cinisello Balsamo[11]
- Colorno[12]
- Castel Maggiore[13]
- Desio[14]
- Gallarate[15]
- Grosseto[16]
- Grottammare[17]
- Isola Vicentina[18]
- Locate di Triulzi[19]
- Massa[20]
- Milano[21]
- Mira[22]
- Modena[23]
- Montespertoli[24]
- Novellara[25]
- Parma[26]
- Palermo Dugnano[27]
- Pescara[28]
- Peschiera Borromeo[29]
- Pieve Emanuele[30]
- Pioltello[31]
- Pinerolo[32]
- Priverno[33]
- Ragusa
- Reggio Emilia[34]
- Rho[35]
- San Benedetto del Tronto[36]
- San Canzian d'Isonzo[37]
- San Donato Milanese[38]
- Santa Sofia d'Epiro[39]
- Sesto Fiorentino[40]
- Venaria Reale[41]

- Oltre ai comuni, anche le circoscrizioni Saione del comune di Arezzo[42] e San Giuseppe e Santa Chiara del comune di Trento[43], il distretto di Casalecchio di Reno[44], la Provincia di Reggio Calabria[45] e la provincia di Cagliari[46] prevedono l'uso del bilancio partecipativo.

Anche alcune scuole hanno intrapreso la via del Bilancio Partecipativo: tra queste l'IIS Cremona (comprensivo del Liceo Scientifico Luigi Cremona e dell'Istituto Tecnico Economico Gino Zappa) e l'Istituto Tecnico Commerciale e Turistico Vittorio Emanuele II di Bergamo.